# Бусигін Євген Олександрович
Євген Олександрович Бусигін (рос. Евгений Александрович Бусыгин; 9 вересня 1987, м. Москва, СРСР) — російський хокеїст, захисник. Виступає за «Витязь» (Чехов) у Континентальній хокейній лізі. Кандидат у майстри спорту.
Вихованець хокейної школи ЦСКА (Москва). Виступав за ЦСКА-2 (Москва), ЦСКА (Москва), ХК «Бєлгород», «Витязь» (Чехов), «Металург» (Новокузнецьк), «Дизель» (Пенза).